# High on Fire
Gli High on Fire sono un gruppo musicale statunitense di genere stoner/doom metal.
Formati da Matt Pike nel 1998 dopo lo scioglimento degli Sleep insieme al batterista Den Kensel e all'amico chitarrista George Rice (che passò al basso), il contratto con la Relapse Records li ha portati all'attenzione del pubblico mondiale divenendo in breve tempo uno dei gruppi principali dell'etichetta.

## Storia del gruppo
Gli High on Fire sono stati formati nel 1998 dal chitarrista Matt Pike (ex Sleep) assieme al batterista Des Kensel e al bassista George Rice (dei Dear Deceased, aveva partecipato a un provino per il ruolo di cantante). Il primo album della band, The Art of Self Defense, è stato pubblicato dalla 12th Records e dalla Man's Ruin Records nel 2000. Nel 2001 l'album è stato ristampato con due bonus tracks dalla Tee Pee Records in seguito alla chiusura della Man's Ruin.
Nel 2001 gli High On Fire hanno firmato per la Relapse Records. Il 28 maggio 2002 esce Surrounded by Thieves. Una volta concluso il tour di supporto all'album, il bassista George Rice ha abbandonato la band ed è stato sostituito da Joe Preston (ex-Melvins/Thrones).
Nel 2005 è uscito Blessed Black Wings, composto principalmente da Pike e Kensel e prodotto da Steve Albini. Per il brano Devilution è stato prodotto un video musicale. Durante il tour promozionale dell'album insieme a Goatwhore e Watch Them Die, Joe Preston ha abbandonato la band ed è stato rimpiazzato temporaneamente da Jeff Matz, bassista degli Zeke. Matz ha concluso il tour con gli High on Fire ed è entrato stabilmente nella band durante le registrazioni dell'album successivo, Death Is This Communion. L'album è stato pubblicato il 18 settembre 2007 (10 settembre in Europa).
Dopo la pubblicazione di Death is This Communion gli High On Fire hanno intrapreso un tour promozionale in Nord America nei mesi di settembre e ottobre del 2007. Le band di supporto del tour sono stati i giapponesi Mono, oltre a Panthers e Coliseum. Hanno partecipato al Gigantour 2008, a cui è seguito un tour Nord Americano assieme a Opeth, Baroness e Nachtmystium.
Il 17 dicembre 2008 gli High on Fire hanno firmato un contratto con la Koch Records. Il primo agosto 2009 è stato annunciato che il nuovo album sarebbe stato prodotto da Greg Fidelman. Nello stesso mese è stato annunciato un tour con Mastodon, Dethklok e Converge dal 2 ottobre al 21 novembre.
Sempre durante l'agosto 2009 la band si è occupata della post-produzione del seguito di Death Is This Communion presso i The Pass Studios a Los Angeles. L'artwork dell'album è stato rivelato il 7 gennaio 2010. Il 15 gennaio è stato pubblicato il brano Frost Hammer sulla pagina MySpace della band. Il video del brano è stato pubblicato il 16 marzo 2010. Snakes for the Divine è stato pubblicato il 23 febbraio 2010.
Nel marzo 2010 è stato annunciato un tour in Nord America per promuovere l'album, assieme a Priestess, Black Cobra e Bison B.C. Il 6 aprile 2010 la band ha annunciato che avrebbe aperto per i Metallica in otto concerti in Europa.
Nel 2010 gli High on Fire hanno partecipato alla colonna sonora del remake del gioco Splatterhouse di Namco Bandai Games.
Il 3 aprile 2012 gli High on Fire hanno pubblicato il sesto album in studio, De Vermis Mysteriis. L'album è uscito per E1 Music, nuovo nome della Koch Records, ed è stato prodotto da Kurt Ballou, chitarrista dei Converge e già produttore di Cave In, Isis, Genghis Tron, Torche e molti altri.
La band avrebbe dovuto partecipare al Primavera Sound Festival e al Mayhem Festival nel 2012, ma le esibizioni sono state annullate a causa di problemi di salute di Matt Pike, che è stato costretto a entrare in clinica di riabilitazione. Matt Pike ha ripreso le attività della band alcuni mesi dopo e nel novembre 2012 il tour è ripreso.
L'album Luminiferous, prodotto dal chitarrista dei Converge Kurt Ballou, è diventato disponibile per intero in streaming gratuito in anteprima su NPR music il 7 giugno 2015, prima dell'uscita ufficiale dell'album nove giorni dopo, il 16 giugno.
Alla 61ª edizione dei Grammy Awards tenutasi nel febbraio 2019, gli High on Fire hanno vinto un Grammy per la "Best Metal Performance" per la loro canzone "Electric Messiah" presente nell'omonimo album uscito nel 2018.
Il batterista e co-fondatore Des Kensel ha annunciato la sua uscita dalla band il 26 luglio 2019 ed è stato temporaneamente sostituito da Chris Maggio ex batterista dei Melvins. Coady Willis alla fine è diventato il nuovo batterista degli High on Fire nel giugno 2021. Con la nuova formazione, la band ha registrato una cover della canzone dei Motörhead "Iron Fist", che è stata pubblicata nel 2022 nell'album tributo Löve Me Förever: A Tribute to Motörhead.
Il 16 febbraio 2024, gli High on Fire hanno annunciato il loro nono album in studio, Cometh the Storm che è stato pubblicato il 19 aprile e il singolo "Burning Down" che è stato pubblicato insieme all'annuncio dell'album, insieme alla title track dell'album che è stata pubblicata come singolo in seguito.

## Formazione

### Formazione attuale
- Matt Pike – chitarra, voce (1998-presente)
- Jeff Matz – basso (2006-presente)
- Coady Willis – batteria (2021-presente)

### Ex componenti
- George Rice – basso (1998-2002)
- Joe Preston – basso (2002-2006)
- Des Kensel - batteria (1998-2019)
- Chris Maggio - batteria (2019-2021)

## Discografia

### EP
- Early Recordings (promotional EP; 12th Records)
- Split 7" with Ruins (Skin Graft Records 2005)

### Album in studio
- 2000 – The Art of Self Defense (Man's Ruin Records)
- 2002 – Surrounded by Thieves (Relapse Records)
- 2005 – Blessed Black Wings (Relapse Records)
- 2007 – Death Is This Communion (Relapse Records)
- 2010 – Snakes for the Divine (E1 Music)
- 2012 – De Vermis Mysteriis (E1 Music)
- 2015 – Luminiferous (E1 Music)
- 2018 – Electric Messiah
- 2024 – Cometh the Storm

### Album dal vivo
- 2005 – Live from the Relapse Contamination Festival (Solo 2000 copie; Relapse Records)
- 2013 – Spitting Fire Live, Vol.1 (E1 Music)
- 2013 – Spitting Fire Live, Vol.2 (E1 Music)

### Singoli
- 2010 – Frost Hammer (E1 Music)
- 2010 – Speak in Tongues (E1 Music)
- 2012 – Fertile Green (E1 Music)
- 2013 – Slave The Hive (Scion Audio Visual)
- 2015 – The Black Plot
- 2018 – Electric Messiah
- 2018 – Spewn From the Earth
- 2024 – Burning Down
- 2024 – Cometh the Storm

### Video musicali
- 2002 – Hung, Drawn and Quartered
- 2005 – Devilution
- 2007 – Rumors of War
- 2010 – Frost Hammer
- 2012 – Fertile Green
- 2013 – Slave The Hive
- 2016 – The Black Plot
- 2024 – Burning Down
- 2024 – Cometh the Storm